# La Todolella (kommun)
Todolella är en kommun i Spanien.   Den ligger i provinsen Província de Castelló och regionen Valencia, i den östra delen av landet, 290 km öster om huvudstaden Madrid. Antalet invånare är 148. Arean är 34 kvadratkilometer. Todolella gränsar till Cinctorres, Forcall, La Mata de Morella och Olocau del Rey. 
Terrängen i Todolella är lite kuperad.